# قانون دقة الأخبار والمعلومات

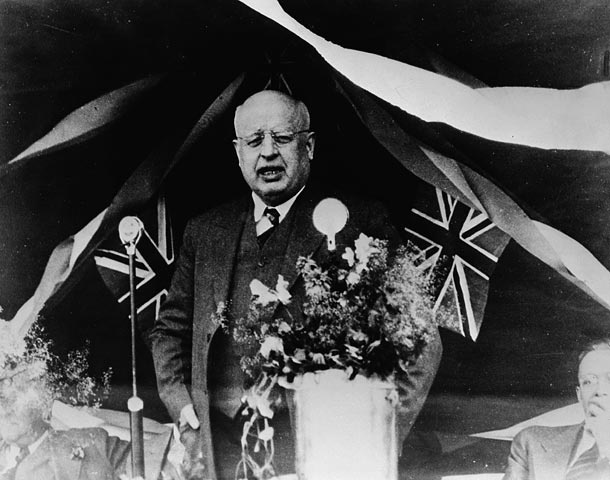
ويليام أبرهارات

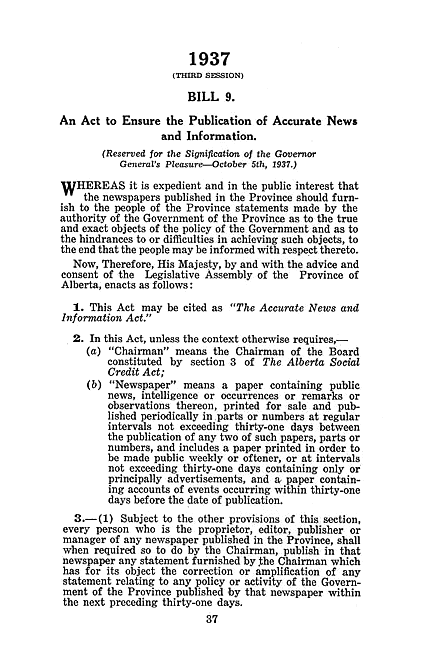
قانون دقة الأخبار والمعلومات

قانون دقة الأخبار والمعلومات (بالإنجليزية: Accurate News and Information Act)‏ أقرته الجمعية التشريعية في ألبرتا في كندا، في عام 1937، بتشجيع من حكومة حزب وليام إبرهارت الاجتماعي المعروف بحزب الائتمان الاجتماعي في ألبرتا. حيث كان يطلب من الصحف طباعة «توضيحات» للأخبار التي تعتبرها لجنة من المشرعين الاجتماعيين غير دقيقة، والكشف عن مصادر الخبر أو المعلومة إذا طلبت اللجنة ذلك.

## بداية الخلاف
كان هذا القانون نتيجةً العلاقة السيئة بين أبرهارات والصحافة، والتي يرجع تاريخها إلى ما قبل انتخابات 1935، والتي تم فيها انتخاب حزب الائتمان الاجتماعي للحكومة.

## السخرية من ترشح إبرهارت
كانت جميع صحف ألبرتا تقريبًا - وخاصة كالجاري هيرالد - تنتقد حزب الائتمان الاجتماعي، كما كانت تفعل عدد من الجرائد الأخرى في أماكن أخرى في كندا. حتى وسائل الإعلام في الولايات المتحدة الأمريكية استقبلت انتخاب أبرهارات بالسخرية.

## دستورية قانون إبرهارت
على الرغم من أن القانون حصل على موافقة سهلة من خلال المجلس التشريعي الذي يسيطر عليه حزب الائتمان، إلا أن نائب حاكم ولاية ألبرتا جون سي بوين احتفظ بالموافقة الملكية حتى قامت المحكمة العليا في كندا بتقييم مشروعية القانون. في مرجع عام 1938 بشأن قوانين ألبرتا، وجدت المحكمة أنه غير دستوري وبذلك أنتهي أمر قانون أبرهارات.

## إبرهارت والصحافة
فاز وليام أبرهارات، ممثلاً حزب الائتمان الاجتماعي، الذي خاض الانتخابات للمرة الأولى، بأغلبية كبيرة في انتخابات ألبرتا عام 1935 بفضل الكثير من الوعود باستخدام نظرية اقتصادية جديدة تسمى الائتمان الاجتماعي لإنهاء ظروف الكساد الكبير في المقاطعة. فعل الحزب ذلك رغم وجود المعارضة شبه الموحدة لوسائل الإعلام.
كانت بعض الصحف الرئيسية في المقاطعة موالية لأحد الأحزاب التقليدية مثل جريدة إدمونتون، على سبيل المثال التي كانت تدعم الليبراليين منذ إنشائها.
صاغ إبرهارت في البداية مشروع ترشحه بعبارات اقتصادية غامضة، وبحلول أوائل عام 1935 كان خصومه، بمن فيهم رئيس الوزراء ريتشارد غافن ريد من يونايتد فارمرز في ألبرتا، يحاولون اجباره على الالتزام بخطة محددة. قامت صحيفة كالجاري هيرالد بتبني هذه الحملة ضد إيبرهارت، حيث عرضت صفحة كاملة لأبرهارت لوضع منهجه بالتفصيل ونشرها في الجريدة. رفض أبرهارت، على أساس أنه يعتبر أن تغطية هيرالد له غير عادلة. وكثيراً ما هاجم الصحيفة في خطاباته في جميع أنحاء ألبرتا،  وفي 28 أبريل اقترح على أتباعه أن يقاطعونها وغيرها من الصحف غير الصديقة. كانت المقاطعة ناجحة إلى الحد الذي أدى إلى توقف صحيفة واحدة عن العمل. وردت صحيفة «هيرالد» على المقاطعة بسؤالها «هل يعارض الجميع الآراء والخطط السياسية للسيد إبرهارت؟ لقد استحضر سابقة أخطر وأعطى أهل هذه المقاطعة فكرة مسبقة عن الهتلرية التي ستنتصر إذا نجح في السيطرة على إدارة ألبرتا.»

## قبل انتخابات 1935
قبل فترة وجيزة من الانتخابات، بدأت صحيفة هيرالد في تشغيل رسوم كاريكاتورية لستيوارت كاميرون، رسام الكاريكاتير الذي يعادي إبرهارت بشدة. في اليوم السابق للانتخابات، نشرت كاريكاتير على شكل سيارة تسمي بالـ «الشعب»، وهي تسير على طول طريق أسمه «طريق أبرهارات السريع رقم 1» وتصل إلى معبر للسكك الحديدية. كان القطار أسمه «المنطق»، يقترب على طول مسارات تحمل أسم «حقائق أساسية». وفي الكاريكاتير كان إبرهارت يميل للخارج من نافذة «برج إشارة» ينصح السيارة ويقول «كل شيء بخير. لا تتوقف، لا تنظر ولا تستمع».
على الرغم من أن هيرالد كان الأكثر صرامة في معارضة إبرهارت وحزب الائتمان الاجتماعي، فإن جريدة البولوتون، وإدمونتون جورنال، ومديسن هات نيوز، وليثبريدج هيرالد، والعديد من الصحف الأصغر، على حد تعبير مؤرخ جامعة أثاباسكا ألفين فينكل، «هاجمت الائتمان الاجتماعي بشراسة مثل الـ كميروالذي، إذا تم وضعه في السلطة، من شأنه أن يدمر فرص ألبرتا اقتصاديا للأبد.»  من بين الصحف الرئيسية في المقاطعة، لم تقدم سوى صحيفة كالجاري ألبرتان الدعم الفاتر.
كان أعضاء حزب الائتمان الاجتماعي محبطون للغاية من عداء الصحف، حيث أسسوا في عام 1934 صحيفتهم الخاصة، وهي ألبرتا كرونيال كرديت كرونيكل، لنشر آرائهم. قامت صحيفة «كرونيكل»، بالإضافة إلى تمثيلها كأداة لسان حال إيبرهارت، بنشر مقالات رأي من ضيوف من شخصيات مثل الزعيم الفاشي البريطاني أوزوالد موسلي والكاهن المعادي للسامية تشارلز كوفلين.

## أنتصار أبرهارت في الأنتخابات
كان رد فعل وسائل الإعلام سلبيا على انتصار الحزب وأبرهارات في عام 1935، والذي فاز فيه بـ 56 من 63 مقعدًا في الجمعية التشريعية لألبرتا. رأى هيرالد أن «شعب ألبرتا اتخذ قرارًا مؤسفًا وقد يرى سلبيات حمقاء بسبب هذا القرار قريبًا». حتى ألبرتان أعرب عن رغبته الساخرة في أن يتم تجربة حزب الائتمان الاجتماعي لأول مرة في «اسكتلندا، أو إثيوبيا أو في أي مكان عدا ألبرتا». كان رد الفعل عبر كندا سلبيا أيضًا. أطلقت جريدة سانت كاثرين ستاندرد على النتائج «كابوس يمر بكل تفهم» واتهمت «نجمة مونتريال» المواطنين في ألبرتا بالتصويت لصالح «رجل غير مجرب وسياسة رفض شرحها لهم قبل الأنتخابات». كانت الصحف الأمريكية أقل تقييدًا: طلبت صحيفة شيكاغو تريبيون «تحية إلى الكنديين. من هو المخبول الآن؟» وصرخ العنوان الرئيسي لصحيفة بوسطن هيرالد «ألبرتا مجنونة».

لم تتحسن العلاقة بمجرد تولي أبرهارت منصبه. في يناير 1935، كتب هنري نابير موور مقالتين لمجلة ماكلين يلقي ظلالا من الشك على أمانة أبرهارات وقدرته على متابعة وعوده الانتخابية. بدأت صحيفة Collier's Weekly الأمريكية تقريرا سخرت فيه من مظهر أبرهارات، مع ملاحظة تقول «وجهه عديم اللون الشاسع» و«فمه الضيق المائل لليسار مع شفاه ناعمة، ثقيلة للغاية، غير دموية لا تلتقيان تمامًا ويتنفس من خلالها بشكل رطب». يقول البروفيسور ألفين فينكل على خلل في كلا الجانبين من عداء أبرهارات والصحافة. 
 عارضت الصحف الكبرى في ألبرتا كل شيء فعلته الحكومة. في الواقع، كان كل إصلاح تم عمله بواسطة الحكومة يبدو أكثر قسوة أو اسوأ مما كان عليه في الواقع. غالباً ما تتداخل الآراء المحافظة للمالكين والمحررين مع العرض الموضوعي للتقارير الإخبارية، رغم أن ذلك ربما لا يكون بالقدر الذي تطالب به الحكومة. في كثير من الحالات، ركزت الصحف ببساطة على الفوضى والارتباك الحقيقيين للغاية في صفوف الحكومة وتطلبت القليل من الزخرفة الصحفية لجعل الحكومة تبدو سيئة. 
 جذبت جريدة هيرالد ستيوارت كاميرون بعيدا عن العمل في ديزني سنو وايت والأقزام السبعة وجعلته رسام الكاريكاتير الخاص بها. كرس كاميرون نفسه بدوام كامل لسخرية إبرهارت. على الرغم من تحول جون بارر وهو موظف حزب الائتمان الاجتماعي إلى مؤرخ صحفي، يقول جون بار إن العداء الثابت الذي أبدته وسائل الإعلام لأبرهارت ربما أفاده سياسياً من خلال السماح له بـ «تصوير الصحافة كأداة للمصالح المالية والتجارية الشرقية»، بحلول يناير 1936، كان أبرهارات قد نجح في أستغلال الأمر وأظهار الصحف بمظهر الشيطان وكان يخبر المستمعين في برنامجه الإذاعي الإنجيلي الأسبوعي أنه «سعيد لأنه لن تكون هناك صحف في السماء» 
للمساعدة في مكافحة الصحافة السلبية، عزم أبرهارت على السيطرة على صحيفة ألبرتان لكي تظهر له أي دعم. قام بتكوين شركة لشراء الصحيفة، واستخدم برنامج الراديو الخاص به للترويج لشراء الأسهم من قبل مؤيدي الائتمان الاجتماعي. وانتقدت الصحف الأخرى لاستخدامه ما كان اسميا برنامج ديني يدعي الإنجيل واستغلاله البرنامج لعمل مبيعات الأسهم. لم تنجح الخطة على أي حال، لأن معظم مؤيدي الائتمان الاجتماعي كانوا فقراء للغاية بحيث لم يتمكنوا من شراء أسهم الصحف، وكان المستفيدون المهتمون الوحيدون هم المستفيدون من الرعاية الحكومية، وبصورة رئيسية مصالح المشروبات الكحولية. ومع ذلك، أصبحت ألبرتان الصحيفة الرسمي للائتمان الاجتماعي. 
كان رد فعل أبراهارت بمرارة تجاه عداء وسائل الإعلام. في 20 سبتمبر، 1937، وفي بث إذاعي، قال عن الصحافة «هذه المخلوقات المصابة بضعف الماء العقلي ستؤخذ في يدها وسيتوقف عضها ونباحها.»  بعد أربعة أيام، افتتحت جلسة استثنائية للجمعية التشريعية لألبرتا، حيث احتل قانون دقة الأخبار والمعلومات مكانة بارزة في ترتيب الطلبات.

## تأثير ثورة 1937
لقد أجبرت ثورة 1937 من مؤيدي حزب الائتمان الاجتماعي أبرهارت على التنازل عن جزء من سلطته أمام مجلس الائتمان الاجتماعي الذي تم إنشاؤه حديثًا، والذي كان يتكون من خمسة من رواد الائتمان الاجتماعي المكلفين بالإشراف على لجنة من الخبراء. في حين أن الخطة الأولية كانت أن يكون المجلس برئاسة كليفورد دوغلاس، المؤسس البريطاني للائتمان الاجتماعي، فإن دوغلاس لم يعجبه أبرهارات ولم ينظر إلى مقاربته للائتمان الاجتماعي بما يتوافق مع شكله الحقيقي. رفض المجيء. بدلاً من ذلك، أرسل اثنين من المرؤوسين. واتُهم هؤلاء المرؤوسين بالتوصية بتشريع قانون لتنفيذ الائتمان الاجتماعي في ألبرتا. الجولة الأولى من المقترحات، والتي شملت تدابير فرض سيطرة الحكومة على البنوك ومنع أي شخص من الطعن في دستورية أي قانون من ألبرتا في المحكمة دون الحصول على موافقة من نائب حاكم الولاية، تم رفضها من قبل الحكومة الفيدرالية. شملت الجولة الثانية قانون دقة الأخبار والمعلومات.
أذن القانون لرئيس مجلس الائتمان الاجتماعي بأن يطلب من الصحف الكشف عن أسماء وعناوين مصادرها، وكذلك أسماء وعناوين أي كاتب لديها، بما في ذلك المقالات غير الموقعة. سيؤدي عدم الامتثال إلى غرامات تصل إلى 1000 دولار يوميًا، وحظر نشر الجرائد المسيئة، أو القصص من جانب الكتاب المسيئين، أو المعلومات الصادرة عن مصادر مسيئة. كما فرض القانون على الصحف أن تطبع، بناءً على تعليمات من رئيس مجلس الائتمان الاجتماعي، بيان أو تصريح «يتضمن تصحيح أو تضخيم أي بيان يتعلق بأي سياسة أو نشاط لحكومة المقاطعة».
لقد هاجم السياسيون المعارضون هذا الفعل كدليل على الفاشية المفترضة للحكومة، وقاطعوا جريده ألبرتان. كانت الصحافة الدولية تتحدث أيضا: إحدى الصحف البريطانية أشارت إلى إبرهارت بأنه «هتلر صغير». لم يكن المعلقون في وقت لاحق أكثر ايجابية: أطلق ألفين فينكل علي الدليل العملي «الطبيعة الاستبدادية المتزايدة لنظام إبرهارت»،  وحتى جون بار، المتعاطف مع الائتمان الاجتماعي عمومًا، يصفه بأنه «ضربة قاسية لحرية التعبير».

## حق الموافقة الملكية ضد أبرهارت
قام نائب الحاكم جون سي بوين باستخدام الحق الملكي، واضعا في اعتباره نقض الحكومة الفيدرالية تشريعات الحزب الاجتماعي في وقت سابق، أستخدم حق الموافقة الملكية من هذا القانون وأصحابه حتى يمكن اختبار شرعيتها في المحكمة العليا في كندا. كان هذا أول استخدام لقوة الحجز في تاريخ ألبرتا،  وفي صيف عام 1938، أعلنت حكومة أبرهارت إلغاء الاستغناء عن خدمات جون سي يوين وسيارته الحكومية وموظفي السكرتارية. يعتبر مؤرخي السيرة الذاتية لأبرهارت ديفيد إليوت وإيريس ميلر وإرنست مانينغ وكاتب السيرة بريان برينان أن هذه الخطوة تعتبر الانتقام من حجز بوين علي قانون أبرهارت وأستخدامة لسلطة الحكومة الفيدرالية. 

## العواقب
وقف جون سي بوين حداً لقانون الأخبار والمعلومات، على الأقل مؤقتًا، لكن قتال أبرهارات ضد الصحافة استمر: في 25 مارس 1938، أصدر قرارعن الهيئة التشريعية التي يهيمن عليها الائتمان الاجتماعي بأن يتم حبس دون براون، مراسل مجلة إدمونتون جورنال، وكان نص القرار أن يُسجن «أثناء اجتماع الجمعية بكل سرور» بزعم قيامه بتوجيه اقتباس خاطئ علس لسان جون لايل روبنسون بشأن إدراج مقومين العظام في قانون تعويض العمال. لم يتم سجن براون بالفعل؛ في اليوم التالي، استجابةً للدعاية السلبية من جميع أنحاء كندا، أصدر المجلس التشريعي قرارًا آخر، يأمر «بالإفراج عن السيد دون سي براون من الحجز». من وجهة نظر جون برر، «لقد أُجبرت الحكومة على أن تبدو أقل إثارة للاشمئزاز واقل سخافة».
في نفس الوقت تقريبًا، أصدرت المحكمة العليا حكمًا بشأن مرجع قوانين ألبرتا. لقد وجد أن قانون دقة الأخبار والمعلومات، إلى جانب القوانين الأخرى التي قُدمت إليه للتقييم، كانت مخادعة للغاية (تتجاوز صلاحيات) حكومة ألبرتا. في حالة قانون الأخبار والمعلومات الدقيقة، خلصت المحكمة إلى أن الدستور الكندي تضمن «شرعة حقوق ضمنية» تحمي حرية التعبير باعتبارها ضرورية لديمقراطية برلمانية.
لقيادتها في الكفاح ضد القانون، منحت لجنة جائزة بوليتزر ادمونتون جورنال لوحة برونزية، وهي المرة الأولى التي كرمت فيها صحيفة غير أمريكية. خمسة وتسعون صحف أخرى، بما في ذلك كالجاري ألبرتان، إدمنتون بوليتن، كالجاري هيرالد، ليثبريدج هيرالد، ومديسين هات نيوز، تم تقديم شهادات محفور عليها.